# Зачатьевская башня (Китай-город)
Зачатьевская башня — одна из несохранившихся башен Китайгородской стены. Названа по расположенной рядом церкви Зачатия святой Анны. Другое название — Наугольная — связано с расположением башни на углу стены.
Была построена в 1535—1538 годах, как и вся Китайгородская стена. Представляла собой краснокирпичную круглую башню. В царские времена в ней размещалась темница, среди известных узников которой были князь Андрей Хованский, бояре князя Андрея Старицкого, воевода Юрий Пенинский-Оболенский и Иван Умной, дядя будущего митрополита Филиппа.
Была сохранена во время сноса большей части Китайгородской стены. Фигурирует на многих снимках конца 1940-х годов. Этот участок предполагалось сохранить при строительстве планировавшегося в Зарядье высотного здания. 
В письмах в Совет Министров и секретариат ЦК ВКП(б) архитекторы объясняли, что «сохранение древней крепостной стены по соседству с гигантским новым сооружением советской эпохи создаст в этом месте города очень яркое архитектурное сочетание» и предлагали «приостановить снос и принять срочные меры к реставрации этого уникального памятника, включив его в новую планировку Зарядья». 
Точку в «войне комиссий» поставил лично Сталин. Распоряжением № 3489-р от 20 февраля 1952 года он предоставил Управлению строительства Дворца Советов право разобрать стены и башни вдоль набережной и проезда, обязав Совмин РСФСР исключить Китайгородскую стену на этих участках из списка памятников архитектуры.